# هفت دقیقه تا پاییز
هفت دقیقه تا پاییز سومین فیلم سینمایی علیرضا امینی محصول سال ۱۳۸۸ است.
محسن تنابنده برای بازی در این فیلم برنده سیمرغ بلورین بهترین بازیگر نقش اول مرد جشنواره فیلم فجر شد.

## خلاصه فیلم
مردی با خانواده‌اش برای سفر کاری همسرش به شمال می‌روند و در راه تصادف می‌کنند و دخترش سارا بر اثر تصادف فوت می‌کند… مریم می‌خواهد از فرهاد طلاق بگیرد …

## بازیگران
| بازیگر         | نقش                        |
| -------------- | -------------------------- |
| هدیه تهرانی    | میترا                      |
| محسن تنابنده   | نیما بیاتی                 |
| حامد بهداد     | فرهاد                      |
| خاطره اسدی     | مریم                       |
| بهشاد شریفیان  | سعید                       |
| حدیث کاظمی     | سارا بیاتی (بازیگر خردسال) |
| ارشیا آقاحسینی | امین (بازیگر خردسال)       |
| مریم سلطانی    |                            |
| خسرو شهراز     |                            |
| بیتا بیگی      |                            |

## عوامل فیلم
| نام                                | سمت                           |
| ---------------------------------- | ----------------------------- |
| علیرضا امینی                       | طرح فیلمنامه                  |
| علیرضا نادری                       | بازنویسی فیلمنامه             |
| علی تیموری                         | کارگردان فیلم#دستیار کارگردان |
| علی تیموری                         | برنامه‌ریز                     |
| میترا آقامیری، شایان اکبرزاده تقوی | طراح چهره‌پردازی               |
| محمدمهدی سال‌افزون                  | طراح صحنه                     |
| رعنا امینی                         | طراح لباس (فیلم)              |
| علیرضا بیات                        | مدیر تولید                    |
| محسن روشن                          | صداگذار                       |
| امیر پرتوزاده، امیر رحمانی         | صدابردار                      |
| هدیه تهرانی                        | مدیر هنری                     |
| علی اصغر جبارپور                   | مدیر تدارکات                  |
| اکبر نظری                          | سینه موبیل                    |
| بهرنگ دزفولی زاده                  | عکس                           |

## جزئیات
- ژانر: ملودرام تراژیک
- رنگ: رنگی
- صدا: Mono
- لوکیشن: تهران، شمال

## جوایز

### بیست و هشتمین دوره جشنواره فیلم فجر
| بخش                        | نامزد             | نتیجه        |
| -------------------------- | ----------------- | ------------ |
| بهترین فیلم                | سیدجمال ساداتیان  | نامزدشده     |
| بهترین کارگردانی           | علیرضا امینی      | نامزدشده     |
| بهترین بازیگر نقش اول مرد  | محسن تنابنده      | برنده        |
| بهترین بازیگر نقش اول زن   | هدیه تهرانی       | نامزدشده     |
| بهترین بازیگر نقش مکمل مرد | حامد بهداد        | نامزدشده     |
| بهترین طراحی صحنه و لباس   | محمد صالح‌افزون    | نامزدشده     |
| بهترین تدوین               | هایده صفی‌یاری     | نامزدشده     |
| بهترین جلوه‌های ویژه بصری   | هدیش بیگدلی شاملو | برنده        |
| جایزه ویژه هیئت داوران     | علیرضا امینی      | دیپلم افتخار |

### دوازدهمین دوره جشن حافظ
| بخش                     | نامزد      | نتیجه    |
| ----------------------- | ---------- | -------- |
| بهترین بازیگر مرد سینما | حامد بهداد | نامزدشده |